# Claribel Kendall
Claribel Kendall (23 de enero de 1889 - 17 de abril de 1965) fue una matemática estadounidense.
Nacida en Denver, Colorado, Kendall obtuvo un BA y B.Ed. en 1912 y una maestría en 1914 de la Universidad de Colorado.  Su tesis de maestría fue llamada Preassociative syzygies en álgebra lineal. Enseñó en la misma universidad  que estudió desde 1913 hasta su jubilación en 1957.
Obtuvo su doctorado en la Universidad de Chicago en 1922, escribiendo su tesis doctoral, Congruences determined by a given surface, bajo el profesor Ernest Julius Wilczynski. El trabajo, sobre una superficie definida por dos ecuaciones diferenciales, se publicó en el American Journal of Mathematics el año siguiente.
Kendall fue miembro de la Iglesia de la Ciencia Cristiana. Fue secretaria del capítulo de la UC de Phi Beta Kappa durante más de 30 años y el capítulo otorga premios en su nombre.

## Premios
Kendall recibió el Premio Robert L. Stearns por «logro o servicio extraordinario» de la Universidad de Colorado, Boulder en 1957.